# Симоне Барлам
Симоне Барлам (енгл. Simone Barlaam; рођен 12. јула 2000) у Милану, Италија) је италијански параолимпијски пливач који се такмичи на међународним такмичењима. Тринаестоструки је светски шампион и осмоструки европски шампион.  Такмичио се на Летњим параолимпијским играма 2020. године, освојивши златну медаљу. 

## Лични живот
Варлам је рођен са кокса варом и конгениталном хипоплазијом десне бутне кости, што значи да му се десна нога не развија, што резултира краћом десном ногом од леве. Кокса вару су изазвали лекари који су извршили поступак подалне верзије док је био у материци, али му се нога сломила, а лекари нису знали ништа о томе. Током детињства прошао је кроз тринаест операција како би му се исправила десна нога. 

## Пливачка каријера
Барлам је почео да се бави параолимпијским пливањем када је имао петнаест година и освојио је своје прве медаље на Светском првенству у паралимпијском пливању 2017. године у Мексико Ситију. Плива и тренира са другим здравим пливачима.   
Овај 24-годишњак у међувремену је постао најбољи пливач у параолимпијској категорији С9.

## Спољни линкови
- Simone Barlaam at the International Paralympic Committee
- Simone Barlaam at the Comitato Italiano Paralimpico (in Italian)
- Para Swimmer Simone Barlaam dreams of designing prosthetics at Olympics.com